# 드미타르 즈보니미르
드미타르 즈보니미르(크로아티아어: Dmitar Zvonimir, 라틴어: Demetrius Suinnimir / Zuonimir / Sunimirio 데메트리우스 수인니미르 / 주오니미르 / 수니미리오[*], 생년 미상 ~ 1089년 4월 20일(추정))는 크로아티아의 국왕(재위: 1075년 ~ 1089년)이다. 트르피미로비치 왕조(Trpimirović), 스베토슬라비치(Svetoslavić) 가문 출신이다.

## 생애
1063년 헝가리의 벨러 1세 국왕의 딸인 옐레나(Jelena, 헝가리어로는 일로너(Ilona))와 결혼했다. 1064년부터 1074년까지 슬라보니아의 반(Ban, 영주)을 역임했다.
1075년 페타르 크레시미르 4세의 뒤를 이어 크로아티아의 국왕으로 즉위했다. 1076년 10월 8일에는 솔린에 위치한 성 베드로 모세 바실리카에서 대관식을 치렀다. 교황 그레고리오 7세는 그에게 "크로아트인과 달마티아인의 왕"(Rex Chroatie atque Dalmatie)이라는 칭호를 부여했다. 교황과 동맹 관계에 있던 드미타르 즈보니미르는 그레고리오 개혁 정책에 따른 여러 정책들을 도입하는 한편 노예제를 폐지했다. 또한 크닌에 바실리카를 건설했다.
1089년 4월 20일 크닌에서 의문의 죽음을 맞았는데 그의 사망에 대해서는 여러 가지 전설이 전한다. 그의 시신은 크닌에 위치한 성모 마리아 교회에 안치되었다. 크로아티아의 왕위는 스체판 2세(Stjepan II)가 승계받았다.

## 사진

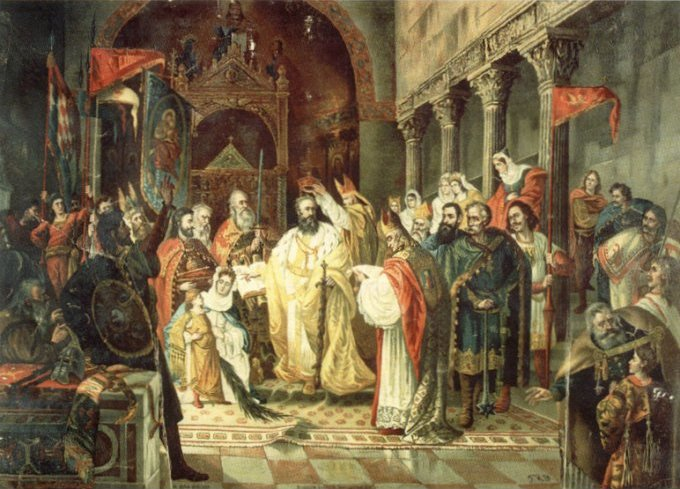
드미타르 즈보니미르의 대관식을 묘사한 그림
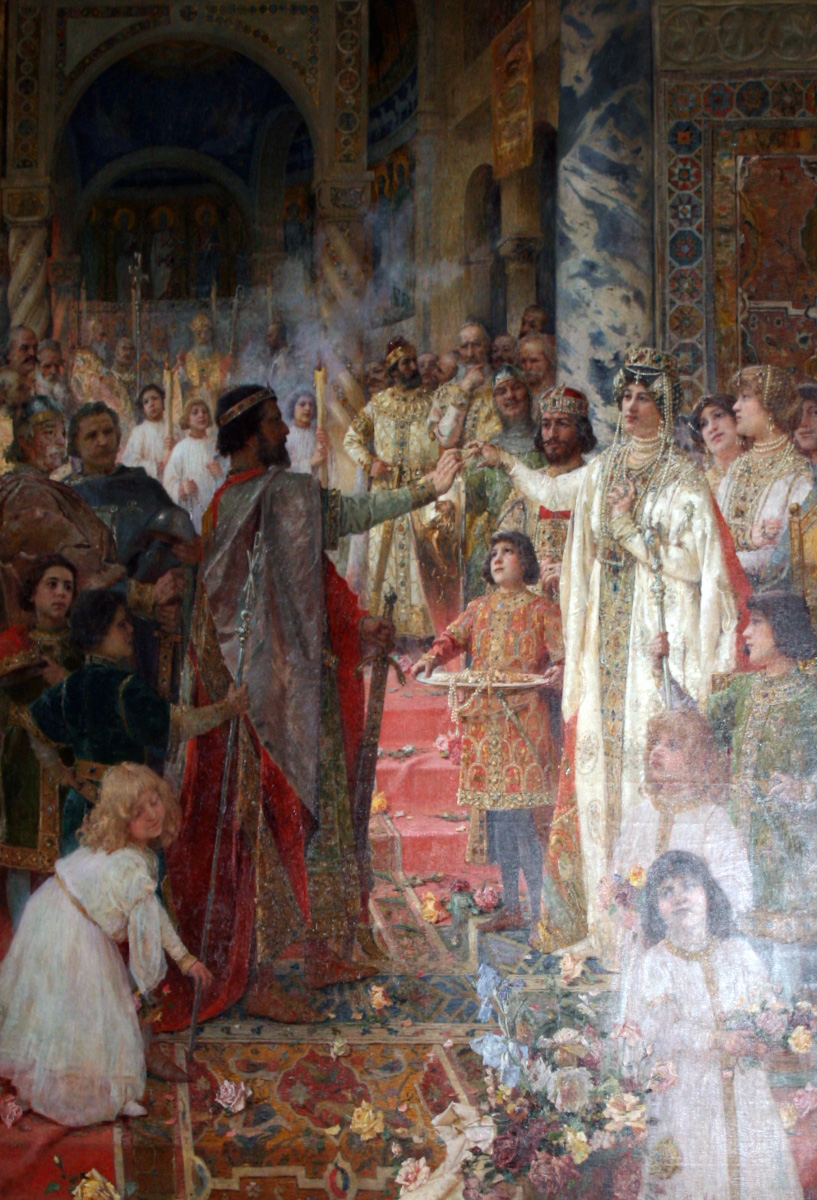
드미타르 즈보니미르의 약혼을 묘사한 그림

## 같이 보기
- 페르디난트 즈보니미르 합스부르크로트링겐

| 전임 페타르 크레시미르 4세 | 크로아티아의 국왕 1075년 ~ 1089년 | 후임 스체판 2세 |